# Choroby roślin wywołane przez lęgniowce

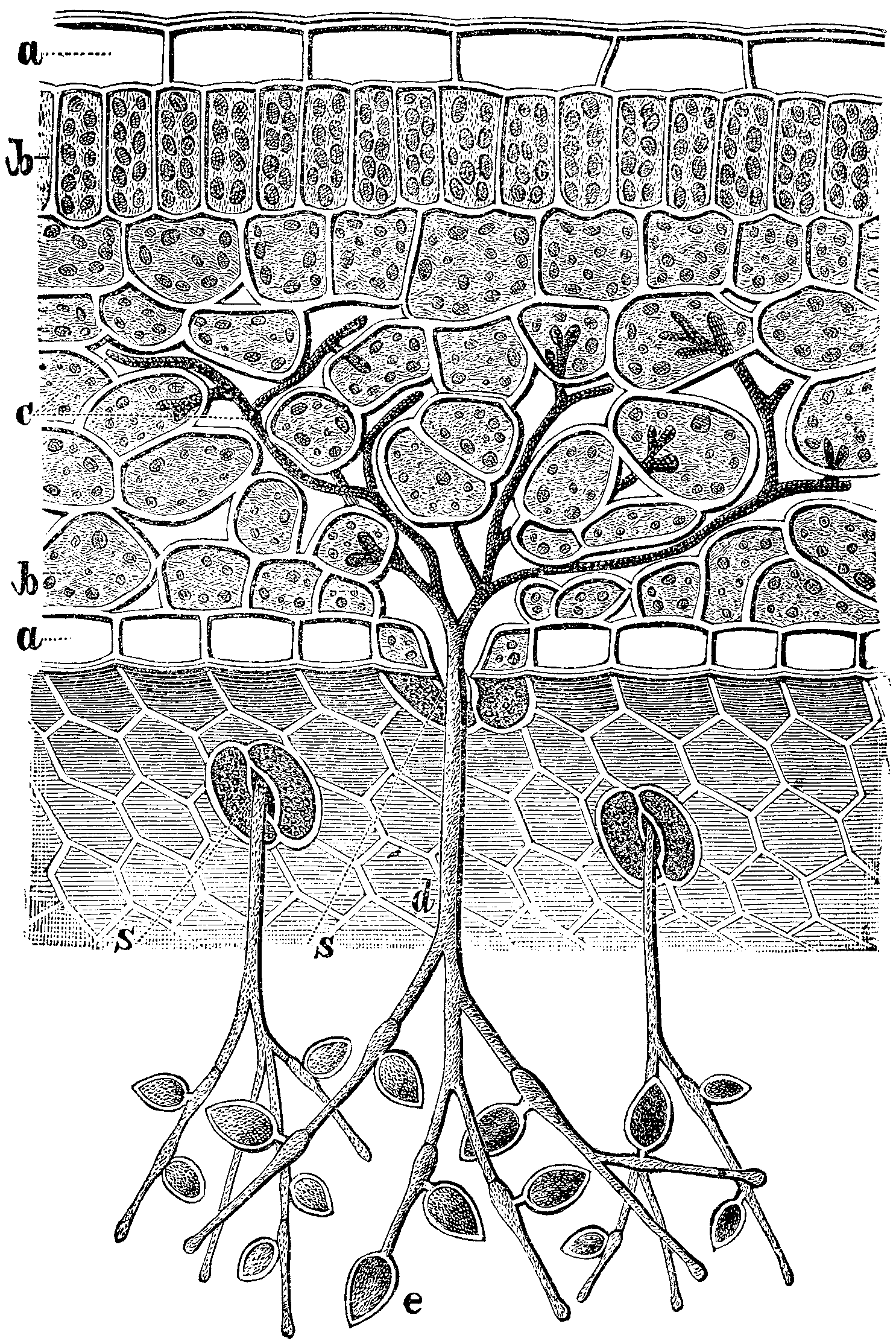
Strzępki zarazy ziemniaka między komórkami liścia ziemniaka

Choroby roślin wywołane przez lęgniowce – grupa chorób roślin wywoływana przez grzybopodobne lęgniowce (Oomycetes). Są to organizmy mikroskopijne zaliczane do odrębnego królestwa Chromista. Jedną z najbardziej charakterystycznych ich cech jest wytwarzanie pływek, zwanych też zarodnikami pływkowymi lub zoosporami. Pływki mogą się w wodzie oraz wypełnionych wodą przestworach gleby poruszać za pomocą wici. W obrębie lęgniowców pasożytami roślin są gatunki zaliczane do 4 rzędów: Albuginales, Pythiales, Saprolegniales i Peronosporales.
Strzępki gatunków w rzędzie Albuginales rozwijają się pomiędzy komórkami zainfekowanej rośliny, do wnętrza komórek zapuszczają tylko ssawki. Należą tu pasożyty obligatoryjne przeważnie roślin dwuliściennych, m.in. Albugo candida, który na roślinach z rodziny kapustowatych powoduje chorobę zwaną białą rdzą krzyżowych.
W obrębie rzędu Pythiales niektóre gatunki są pasożytami względnymi powodującymi zgorzel siewek, zgorzel sadzonek oraz gnicie nasion, łodyg i owoców.
Gatunki w obrębie Saprolegniales tworzą dobrze rozwiniętą plechę zbudowaną ze strzępek.  Chorobotwórcze są m.in. Aphanomyces cochlioides wywołujący zgorzel siewek buraka i Aphanomyces euteiches wywołujący zgorzel siewek grochu.
Najwięcej chorobotwórczych gatunków jest w obrębie rzędu Peronosporales. Ich strzępki rozwijają się między komórkami porażonych roślin, do ich wnętrza zapuszczając tylko ssawki. Są pasożytami bezwzględnymi wywołującymi wiele groźnych i trudnych do zwalczenia chorób zwanych. Przedstawiciele rodzaju  Phytophthora  wywołują choroby zwane fytoftorozami, jedną z nich jest zaraza ziemniaka. Przedstawiciele rodziny wroślikowatych (Peronosporaceae) wywołują choroby zwane mączniakami rzekomymi.